# 小沢昭巳
小沢 昭巳（おざわ あきみ、1929年6月24日 - 2015年5月12日）は、日本の児童文学作家、教育者。
富山県下新川郡朝日町出身。本姓読み・こざわ。生後一年で右目を失明。1949年高岡工業専門学校（現富山大学工学部）卒。1958年東京大学に内地留学。富山県伏木小学校、博労小学校、富山県教育研究所、富山県大島小学校校長。小学校教師の1965年頃、いじめを目撃したことから、壁新聞に「とべないホタル」を書く。1988年『とべないホタル』を刊行しベストセラーになる。高岡市万葉歴史館研究員、国立高岡短期大学（現富山大学高岡キャンパス）講師を経て執筆に専念。1990年高岡市民文化賞、1991年北日本新聞功労賞、1992年富山県功労賞受賞。
2015年5月12日、大動脈解離のため死去。

## 著書
- 『昔の子ども今の子ども 学校と子どもの歴史』理論社 1957
- 『とべないホタル』森寛子画 ハート出版 1988
- 『さるの嫁っこ』高梁まもる画 ハート出版 1990
- 『一人ぼっちの狼と七ひきの子ヤギ』川端順子画 ハート出版 1990
- 『とべないホタル 2 ホタルたちのふしぎな夜』大門多美画 ハート出版 1991
- 『『とべないホタル』の悲しみ エッセーで綴る感動童話の原点』心のホタルをとばす会編 ハート出版 1991
- 『とべないホタル 3 月見草のまつり』田中佑子画 ハート出版 1992
- 『とべないホタル 4 月の船、星の林に』はせがわいさお画 ハート出版 1992
- 『とべないホタル 5 月さんの歌』元東京都中野第七中学校「ホタルプロジェクト」画 ハート出版 1993
- 『遠ざかる教室 いじめと闘い続けた教員の日々』講談社 1994
- 『とべないホタル 6 ホタルたちの見た夢』日高康志画 ハート出版 1994
- 『みしま野の白いとり』みなみかなこ絵 大島町絵本文化振興財団 1994
- 『とべないホタル 7 テントウムシたちの夜』内藤あけみ画 ハート出版 1995
- 『とべないホタル 8 森からのおたより』三浦千恵共作 高尾博子画 ハート出版 1996
- 『とべないホタル 9 水辺のおやど』水上悦子画 ハート出版 1997
- 『とべないホタル 10 星月夜の川べり』伴和子共作 高橋貞二画 ハート出版 1998
- 『とべないホタル 11 銀色の森』山口まさよし画 ハート出版 1999
- 『とべないホタル 12 雨あがりの岸辺』森田あずみ画 ハート出版 2000
- 『とべないホタルの夢 星のおかあさん』久保田直子画 ハート出版 2003
- 『とべないホタルのゆりかご 星の降る水辺に』久保田直子画 ハート出版 2007
- 『とべないほたる ほたるたちのたんじょう』関重信画 ハート出版 2009

### 共編著
- 『ふるさとの万葉』編著 桂書房 1985
- 『子どもたちの100年・とやま 写真集』編著 新興出版社 1987
- 『こうぼとべないホタル 第4回「ほたる賞」受賞作品集』編 ハート出版 1999
- 『作文が生まれるとき 和田侃の軌跡』佐野善雄,堀江節子,和田美寿子共著 桂書房 2010

## 注
1. 1 2  『現代物故者事典2015～2017』（日外アソシエーツ、2018年）p.137
2. ↑  小沢昭巳さん死去：朝日新聞
3. ↑  『現代日本人名録』